# 都市時報
《都市时报》是中華人民共和國雲南省的一份報紙。1999年初，昆明日报社將《都市周末》、《百姓生活》、《民族文化报》整合為《都市时报》，並於1999年1月18日發行都市时报。启动时只有20万元人民幣，是當時云南所有新办报纸中投资最少的一家。当年发行量约3万份。